# Chiesa di San Giuliano Martire (Reggio Emilia)
La chiesa di san Giuliano Martire è un edificio religioso sito in via Newton a Villa Gaida, nel comune di Reggio nell'Emilia. La chiesa è sede dell'omonima parrocchia del vicariato di Castelnovo Sotto-Sant'Ilario d'Enza della Diocesi di Reggio Emilia-Guastalla.

## Storia
In un documento della diocesi parmense del 1230 risulta appartenente alla pieve di Montecchio Emilia. Con la soppressione di tale pieve nel XVI sec. la chiesa di Gaida divenne una parrocchia indipendente. Nel '500 venne ampliata al struttura dell'edificio mentre un secolo dopo venne realizzata la canonica. Una nuova canonica venne realizzata nel 1774. Nel 1821, dopo anni di decadimento ed incuria, la chiesa è sottoposta ad un grande restauro: vengono rifatti e rinforzati il volto e le mura. Trent'anni dopo vengono realizzati anche la nuova sagrestia e il nuovo coro. Passata dalla diocesi di Parma a quella di Reggio nel 1828, la parrocchia fu elevata immediatamente a prevostura. Appartenente sino al 1967 al vicariato di Sant'Ilario, passò successivamente al vicariato di Castelnovo di Sotto per poi entrare a far parte, dagli anni 2000, del nuovo vicariato di Castelnovo-S. Ilario. Curata dapprima dal parroco di Aiola oggi è amministrata in unità pastorale con la parrocchia di Cadè.

## Descrizione
La chiesa sorge a margine della via Emilia e presenta una facciata semplice, tripartita, con due finestre negli ordini laterali. 
Restaurata drasticamente nel 1831 e nel 1851, conserva, nell'abside, un quadro raffigurante il martirio del santo. All'interno della facciata vi è un affresco seicentesco, che in origine era sito nel piccolo oratorio dei Santi Cosma e Damiano, eretto nel 1617, e abbattuto per questioni di viabilità.